# Куп пет нација 1922.
Куп пет нација 1922. (службени назив: 1922 Five Nations Championship) је било 35. издање овог најелитнијег репрезентативног рагби такмичења Старог континента. а 8. издање Купа пет нација.
Куп је освојио Велс.

## Такмичење
Француска - Шкотска 3-3
Велс - Енглеска 28-6
Шкотска - Велс 9-9
Ирска - Енглеска 3-12
Енглеска - Француска 11-11
Шкотска - Ирска 6-3
Велс - Ирска 11-5
Енглеска - Шкотска 11-5
Француска - Велс 3-11
Ирска - Велс 8-3

## Табела
|   | Селекција                      | ИГ | Д | Н | И | ПД | ПП | ПР  | Б |  |
| - | ------------------------------ | -- | - | - | - | -- | -- | --- | - |  |
| 1 | Рагби репрезентација Велса     | 4  | 3 | 1 | 0 | 59 | 23 | +36 | 7 |  |
| 2 | Рагби репрезентација Енглеске  | 4  | 2 | 1 | 1 | 40 | 47 | -7  | 5 |  |
| 3 | Рагби репрезентација Шкотске   | 4  | 1 | 2 | 1 | 23 | 26 | -3  | 4 |  |
| 4 | Рагби репрезентација Ирске     | 4  | 1 | 0 | 3 | 19 | 32 | -13 | 2 |  |
| 4 | Рагби репрезентација Француске | 4  | 0 | 2 | 2 | 20 | 33 | -13 | 2 |  |